# Золотоношская улица (Киев)
Золотоношская улица (укр. Золотоніська) — улица в Голосеевском районе города Киева в исторической местности Мышеловка. Пролегает от улицы Весенней до Хуторского переулка.
Золотоношская улица возникла в 30-е годы XX столетия. До 1944 года называлась 43-я Новая (укр. 43-а Нова). Современное название улица получила в честь города Золотоноша (Черкасская область).
По всей длине улица застроена малоэтажными частными домами. К Золотоношской улице примыкают улицы Корчеватская, Хуторская и Армейская.